# Gran Premio del Canada 1968
Il Gran Premio del Canada 1968 fu una gara di Formula 1, disputatasi il 22 settembre 1968 sul Circuito di Mont-Tremblant. Fu la decima prova del mondiale 1968 e vide la vittoria di Denny Hulme su McLaren-Ford, seguito da Bruce McLaren e da Pedro Rodríguez

## Qualifiche
| Pos | N. | Pilota               | Costruttore   | Scuderia                              | Tempo  | Distacco |
| --- | -- | -------------------- | ------------- | ------------------------------------- | ------ | -------- |
| 1   | 6  | Jochen Rindt         | Brabham-Repco | Brabham Racing Organisation           | 1:33.8 | -        |
| 2   | 9  | Chris Amon           | Ferrari       | Scuderia Ferrari SpA SEFAC            | 1:33.8 | -        |
| 3   | 12 | Jo Siffert           | Lotus-Ford    | Rob Walker/Jack Durlacher Racing Team | 1:34.5 | +0.7     |
| 4   | 11 | Dan Gurney           | McLaren-Ford  | Anglo American Racers                 | 1:34.5 | +0.7     |
| 5   | 3  | Graham Hill          | Lotus-Ford    | Gold Leaf Team Lotus                  | 1:34.8 | +1.0     |
| 6   | 1  | Denny Hulme          | McLaren-Ford  | Bruce McLaren Motor Racing            | 1:34.9 | +1.1     |
| 7   | 8  | John Surtees         | Honda         | Honda Racing                          | 1:34.9 | +1.1     |
| 8   | 2  | Bruce McLaren        | McLaren-Ford  | Bruce McLaren Motor Racing            | 1:35.0 | +1.2     |
| 9   | 4  | Jackie Oliver        | Lotus-Ford    | Gold Leaf Team Lotus                  | 1:35.2 | +1.4     |
| 10  | 5  | Jack Brabham         | Brabham-Repco | Brabham Racing Organisation           | 1:35.4 | +1.6     |
| 11  | 14 | Jackie Stewart       | Matra-Ford    | Matra International                   | 1:35.5 | +1.7     |
| 12  | 16 | Pedro Rodríguez      | BRM           | Owen Racing Organisation              | 1:35.7 | +1.9     |
| 13  | 15 | Johnny Servoz-Gavin  | Matra-Ford    | Matra International                   | 1:36.0 | +2.2     |
| 14  | 10 | Jacky Ickx           | Ferrari       | Scuderia Ferrari SpA SEFAC            | 1:36.6 | +2.8     |
| 15  | 24 | Piers Courage        | BRM           | Reg Parnell Racing                    | 1:37.3 | +3.5     |
| 16  | 18 | Jean-Pierre Beltoise | Matra         | Matra Sports                          | 1:38.7 | +4.9     |
| 17  | 21 | Vic Elford           | Cooper-BRM    | Cooper Car Company                    | 1:39.4 | +5.6     |
| 18  | 22 | Jo Bonnier           | McLaren-BRM   | Joakim Bonnier Racing Team            | 1:39.6 | +5.8     |
| 19  | 20 | Lucien Bianchi       | Cooper-BRM    | Cooper Car Company                    | 1:40.5 | +6.7     |
| 20  | 19 | Henri Pescarolo      | Matra         | Matra Sports                          | 1:41.2 | +7.4     |
| 21  | 27 | Bill Brack           | Lotus-Ford    | Gold Leaf Team Lotus                  | 1:41.2 | +7.4     |
| 22  | 25 | Al Pease             | Eagle-Climax  | Castrol Oils Ltd                      | 1:49.6 | +15.8    |

## Gara
| Pos | N. | Pilota               | Costruttore/Motore | Giri | Tempo/Ritiro     | Griglia | Punti |
| --- | -- | -------------------- | ------------------ | ---- | ---------------- | ------- | ----- |
| 1   | 1  | Denny Hulme          | McLaren-Ford       | 90   | 2:27:11.2        | 6       | 9     |
| 2   | 2  | Bruce McLaren        | McLaren-Ford       | 89   | + 1 Giro         | 8       | 6     |
| 3   | 16 | Pedro Rodríguez      | BRM                | 88   | + 2 Giri         | 12      | 4     |
| 4   | 3  | Graham Hill          | Lotus-Ford         | 86   | + 4 Giri         | 5       | 3     |
| 5   | 21 | Vic Elford           | Cooper-BRM         | 86   | + 4 Giri         | 17      | 2     |
| 6   | 14 | Jackie Stewart       | Matra-Ford         | 83   | + 7 Giri         | 11      | 1     |
| Rit | 18 | Jean-Pierre Beltoise | Matra              | 77   | Cambio           | 16      |       |
| Rit | 9  | Chris Amon           | Ferrari            | 72   | Trasmissione     | 2       |       |
| Rit | 15 | Johnny Servoz-Gavin  | Matra-Ford         | 71   | Incidente        | 13      |       |
| NC  | 20 | Lucien Bianchi       | Cooper-BRM         | 56   | Non classificato | 19      |       |
| Rit | 19 | Henri Pescarolo      | Matra              | 54   | Pressione olio   | 20      |       |
| Rit | 6  | Jochen Rindt         | Brabham-Repco      | 39   | Motore           | 1       |       |
| Rit | 4  | Jackie Oliver        | Lotus-Ford         | 32   | Semiasse         | 9       |       |
| Rit | 5  | Jack Brabham         | Brabham-Repco      | 31   | Sospensioni      | 10      |       |
| Rit | 12 | Jo Siffert           | Lotus-Ford         | 29   | Perdita olio     | 3       |       |
| Rit | 11 | Dan Gurney           | McLaren-Ford       | 29   | Radiatore        | 4       |       |
| Rit | 24 | Piers Courage        | BRM                | 22   | Cambio           | 15      |       |
| Rit | 27 | Bill Brack           | Lotus-Ford         | 18   | Semiasse         | 21      |       |
| Rit | 8  | John Surtees         | Honda              | 10   | Cambio           | 7       |       |
| Rit | 22 | Jo Bonnier           | McLaren-BRM        | 0    | Sistema benzina  | 18      |       |
| NP  | 10 | Jacky Ickx           | Ferrari            |      | Incidente prove  | 14      |       |
| NP  | 25 | Al Pease             | Eagle-Climax       |      |                  | 22      |       |

## Statistiche

### Piloti
- 4ª vittoria per Denny Hulme
- 100º Gran Premio per Graham Hill
- 100º Gran Premio per Jack Brabham
- 1º Gran Premio per Henri Pescarolo e Bill Brack

### Costruttori
- 3° vittoria per la McLaren
- 150º Gran Premio per la Ferrari

### Motori
- 13ª vittoria per il motore Ford Cosworth
- 7ª e ultima pole position per il motore Repco

### Giri al comando
- Chris Amon (1-72)
- Denny Hulme (73-90)

## Classifiche Mondiali

### Piloti
| Pos | Pilota               | Punti |
| --- | -------------------- | ----- |
| 1   | Graham Hill          | 33    |
|     | Denny Hulme          | 33    |
| 3   | Jacky Ickx           | 27    |
|     | Jackie Stewart       | 27    |
| 5   | Pedro Rodríguez      | 15    |
|     | Bruce McLaren        | 15    |
| 7   | Jean-Pierre Beltoise | 11    |
| 8   | Chris Amon           | 10    |
| 9   | Jim Clark            | 9     |
|     | Jo Siffert           | 9     |
| 11  | John Surtees         | 8     |
|     | Jochen Rindt         | 8     |
| 13  | Ludovico Scarfiotti  | 6     |
|     | Richard Attwood      | 6     |
|     | Johnny Servoz-Gavin  | 6     |
| 16  | Lucien Bianchi       | 5     |
|     | Vic Elford           | 5     |
| 18  | Brian Redman         | 4     |
|     | Piers Courage        | 4     |
| 20  | Silvio Moser         | 2     |
|     | Jack Brabham         | 2     |
|     | Jackie Oliver        | 2     |
| 23  | Jo Bonnier           | 1     |

### Costruttori
| Pos | Team          | Punti |
| --- | ------------- | ----- |
| 1   | Lotus-Ford    | 47    |
| 2   | McLaren-Ford  | 40    |
| 3   | Matra-Ford    | 36    |
| 4   | Ferrari       | 32    |
| 5   | BRM           | 25    |
| 6   | Cooper-BRM    | 14    |
| 7   | Brabham-Repco | 10    |
| 8   | Honda         | 8     |
|     | Matra         | 8     |
| 10  | McLaren-BRM   | 3     |